# Терио, Ив
Ив Терио (фр. Yves Thériault; 27 ноября 1915, Квебек — 20 октября 1983, Жольет) — франкоязычный канадский писатель. Один из самых плодовитых и самых известных романистов Канады.

## Биография
Бросил школу в возрасте 15 лет. Работал по многим специальностям, прежде чем стать известным писателем.
Ив Терио был членом Союза канадских писателей, Международного ПЕН-клуба, Национального Союза писателей Франции, парижского Общества литераторов (Société des Gens de lettres), Общества канадских писателей и Общества драматургов.

## Награды
- Офицер Ордена Канады
- Премия Квебек-Париж (1961)
- Премия Молсона (1970)

## Избранные произведения
- Contes pour un homme seul (1944)
- La Fille Laide (1950)
- Le Dompteur d’ours (1950)
- Les Vendeurs du Temple (1953)
- Aaron (1954)
- Agaguk (1958)
- Ashini (1961)

На русском выходили его романы «Некрасивая девушка» (1950), «Аарон» (1954), «Ашини» (1960), «Большой роман маленького человека» (1963), «Каменная роза» (1964), «Антуан и его гора» (1969), «Агагук» (2007), рассказ «Остров-невидимка» (1986) и др.
Один из самых его известных романов — «Агагук», история культурного конфликта эскимосов и белых. Племя эскимосов (или, как они сами себя называют, инуиты) живёт в тундре своей традиционной жизнью, но в неё всё больше проникает «белый человек». Белые люди скупают у инуитов шкуры, добытые на охоте, а взамен продают оружие, соль, спиртное. Инуиты сами не заметили, как оказались в зависимости от «белых людей», они больше не способны обходиться без них и их товаров.
По сценариям и произведениям автора снят ряд кинофильмов, в том числе «Здесь и сейчас» (1980), «Тень волка» (1992)